# Fantastic Force
La Fantastic Force est une équipe de super-héros appartenant l’univers de Marvel Comics. Fantastic Force est également le titre de deux séries de comic books. Dérivée des Quatre Fantastiques, l'équipe a sa propre série éponyme qui dure 18 numéros de novembre 1994 à avril 1996. La première série créée en 1994 par le scénariste Tom Brevoort et le dessinateur Dante Bastianoni raconte les aventures de l'équipe. La seconde série de 2009 raconte les aventures d'un groupe ennemi des Quatre Fantastiques et ne possède aucun lien avec la première.
Les membres fondateurs de l'équipe de super-héros sont :
- Psi-Lord, le leader, version adulte et alternative de Franklin Richards, fils de Red Richards et de Jane Storm.
- Huntara qui vient du même futur alternatif que Psi-Lord.
- Devlor qui est un Inhumain.
- Vibraxas, originaire du Wakanda, pays africain.

## Biographie du groupe
Après la mort supposée de Mr Fantastique lors du combat des Quatre Fantastiques contre Dark Raider, l'équipe se disloque. La Panthère noire accueille ceux qui ont combattu Dark Raider à l'ambassade du Wakanda. Lorsque Klaw attaque le bâtiment, Psi-Lord se joint à Huntara, Vibraxas et Devlor pour le repousser. Les quatre jeunes héros décident de fonder la Fantastic Force pour pallier l'absence des Quatre Fantastiques.
Malgré son succès contre Klaw, la Fantastic Force connaît des dissensions, avivées par une série de défaites face à Zarathustra ou Arides et par la mort d'un malfrat tué accidentellement par Vibraxas.
Les choses s'arrangent lorsque La Torche humaine prend les commandes du groupe pour combattre Vangaard à côté des soldats de Kargul et que Miss Hulk rejoint l'équipe en remplacement de Huntara. Mais bientôt, la Torche retourne chez les Quatre Fantastiques et la Fantastic Force connaît des déboires financiers. Cela ne l'empêche pas de déjouer les plans machiavéliques de Diablo qui voulait se servir de Psi-Lord pour détrôner Méphisto.
Lorsque Mr Fantastique refait surface, Psi-Lord rejoint les Quatre Fantastiques et la Fantastic Force se dissout, chacun de ses membres suivant sa propre voie.

## Membres

### Psi-Lord
Psi-Lord est une des formes adultes de Franklin Richards, fils de Red Richards et de Jane Storm. Afin de l'aider à contrôler ses pouvoirs mutants, Nathaniel Richards emmène son petit-fils Franklin dans le futur où il est élevé par Kargul, seigneur de l'Autre Temps. Huntara, fille de Nathaniel Richards, est élevée à ses côtés. Parvenu à l'âge adulte, Franklin Richards devient un puissant guerrier et prend le nom de Psi-Lord. Il retourne dans le passé pour y aider ses parents et lorsque les Quatre Fantastiques se séparent après la mort supposée de Mr Fantastique, il crée une nouvelle équipe, la Fantastic Force, pour les remplacer. Après le retour de Mr Fantastique, la Fantastic Force se démantèle et Psi-Lord rejoint les Quatre Fantastiques. Psi-Lord disparaît de la réalité lorsque Hyperstorm, qui est en fait le fils de Franklin Richards dans un futur alternatif, décide de le rendre Franklin Richards enfant juste après qu'il a été emmené par Nathaniel.

### Huntara
Huntara est la fille supposée de Nathaniel Richards, père de Mr Fantastique. Enfant, elle est emmenée dans le futur par son père Nathaniel Richards pour y suivre les enseignements de Kargul, seigneur de l'Autre Temps. Elle y rencontre le jeune Franklin Richards qui y deviendra Psi-Lord. Des années plus tard, elle arrive à New York et s'allie temporairement avec quelques ennemis des Quatre Fantastiques dans l'équipe connue sous le nom de Fearsome Foursome. Elle tente de convaincre Psi-Lord de repartir avec elle dans l'Autre Temps. Celui-ci souhaitant rester avec sa famille, elle repart seule. Elle revient pour aider les Quatre Fantastiques à combattre Dark Raider et accepte de devenir un membre fondateur de la Fantastic Force aux côtés de Psi-Lord. Mais la haine qu'elle ressent pour son père ne fait que grandir d'autant plus qu'il ne serait pas réellement son père et qu'il l'aurait enlevée lorsqu'elle était enfant. Elle finit par abandonner la Fantastic Force et par retourner dans l'Autre Temps.

### Devlor
Devlor est un Inhumain originaire d'Attilan qui débarque sur Terre avec la famille royale. Il est présent lors de la bataille menée par les Quatre Fantastiques contre Dark Raider et rejoint ensuite la Fantastic Force créée par Psi-Lord. Il se lie d'amitié avec Vibraxas, un des membres de l'équipe et, malgré son manque d'assurance, il se révèle un coéquipier efficace notamment face à Klaw, Diablo et la Gargouille Grise. D'après ceux qui l'ont rencontré, il serait le seul Inhumain à pouvoir changer d'apparence.

### Vibraxas
Vibraxas est le fils d'un savant du Wakanda, pays mythique d'Afrique connu pour sa richesse en vibranium. Il acquiert ses pouvoirs à la suite d'une expérience menée par sa mère dans le cadre du projet Vibrasurge. Il suit en Amérique la Panthère Noire, souverain du Wakanda, et y rencontre les Quatre Fantastiques. Avec eux, il combat Dark Raider et rencontre ses futurs coéquipiers de la Fantastic Force. Maîtrisant mal ses pouvoirs et d'un naturel arrogant, il ne s'entend pas bien avec les autres membres de l'équipe, à l'exception de Devlor qui, comme lui, maîtrise mal ses pouvoirs. 
Au cours d'une bataille, il tue accidentellement un délinquant et doit retourner au Wakanda pour y être jugé pour meurtre. Il est alors confronté à Vibravore, monstre créé à partir du vibranium. Il vainc la créature et libère les chercheurs travaillant sur le projet Vibrasurge, à l'exception de sa mère qui disparaît dans la bataille. Reconnu innocent, il retourne en Amérique. Après la dissolution de la Fantastic Force, il rencontre l'amour de sa vie, Queen Divine Justice, avec qui il vit depuis.

## Seconde série
Les six derniers super-héros, The New Defenders, d'un futur apocalyptique possible arrive dans l'univers Marvel moderne et tente de sauver leur monde. Les Quatre Fantastiques les aident en leur fournissant une planète artificielle. The New Defenders se renomme la Fantastic Force.

### Sources
Encyclopédie Marvel, Fantastic Four de A à Z, Marvel France/Panini France S.A., 2005

### Équipe
- (en) Fantastic Force sur marvel.com
- (en) Fantastic Force sur la Comic Book Database

### Séries
- (en) Fantastic Force (1994) sur la Comic Book Database
- (en) Fantastic Force (2006) sur la Comic Book Database